# European Mathematical Society
De European Mathematical Society (EMS) is een overkoepelende organisatie van wiskundigen in Europa. De leden van de organisatie zijn wiskundige verenigingen in verschillende Europese landen, alsook wetenschappelijke instituten en individuele leden. De organisatie heeft tot doel wiskundigen en wiskundig onderzoek te ondersteunen. Ze is opgericht in 1990.
Elke vier jaar organiseert de EMS het European Congress of Mathematics (ECM), waarop ook de EMS-prijzen worden uitgereikt.